# District de Kiso
Pour les articles homonymes, voir Kiso (homonymie).

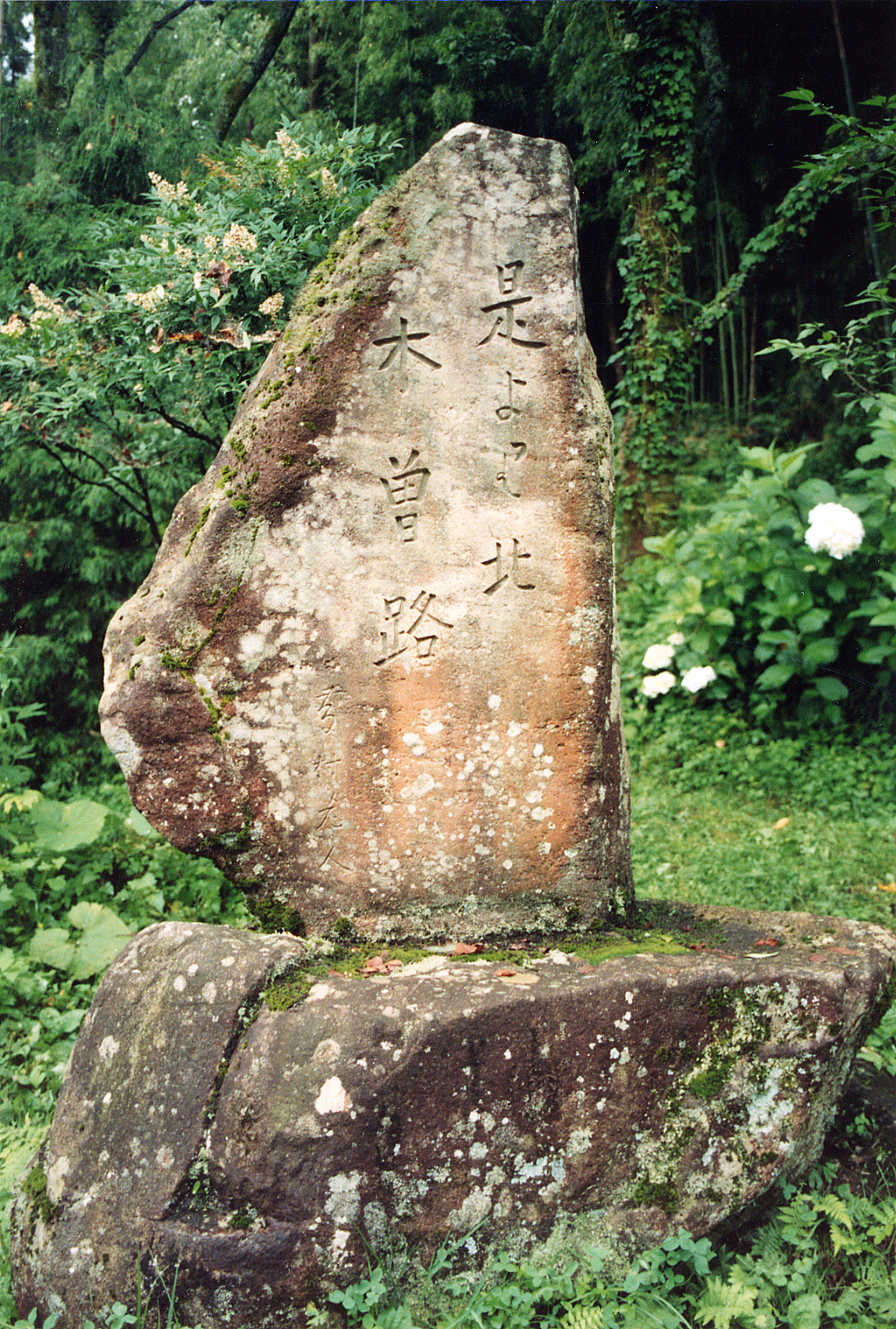
Borne de Kisoji.

Le district de Kiso (木曽郡, Kiso-gun) est un district situé dans la préfecture de Nagano, au Japon.

## Géographie

### Démographie
Le 1er novembre 2005, le district de Kiso avait une population of 34 759 habitants répartis sur une superficie de 1 524,26 km2 (densité de population de 23 hab./km2).

### Municipalités du district
Le district de Kiso est composé de trois villages et de trois bourgs :
- Agematsu ;
- Kiso (village) ;
- Kiso (bourg) ;
- Nagiso ;
- Ōkuwa ;
- Ōtaki.

## Histoire
- 1er mai 1968 : le district de Nishichikuma (西筑摩郡, Nishichikuma-gun?) est renommé district de Kiso.
- 13 février 2005 : le village de Yamaguchi du district de Kiso, les villages de Hirukawa, Kashimo et Kawaue et les bourgs de Fukuoka, Sakashita et Tsukechi (appartenant tous au district d'Ena (préfecture de Gifu) qui sera supprimé à cette occasion) sont réunis à Nakatsugawa (préfecture de Gifu)[1].
- 1er avril 2005 : le village de Narakawa est réuni à la ville de Shiojiri.
- 1er novembre 2005 : le bourg de Kisofukushima fusionne avec les villages de Mitake, Hiyoshi (en) et Kaida (en) pour former le nouveau bourg de Kiso.

## Lieux intéressants
- Nakasendō, l'une des cinq routes (Gokaidō) reliant Edo (aujourd'hui Tokyo) et Kyoto.
- Tsumago-juku, la quarante-deuxième des soixante-neuf stations du Nakasendō[2] a été restauré depuis 1968.